# Veneburen
Veneburen (Stellingwerfs: Veneboeren; Fries: Feanebuorren of oudere spelling  Finnebuorren) is een buurtschap in de gemeente Ooststellingwerf. De buurtschap ligt tussen Makkinga en Elsloo en Langedijke in.
De buurtschap werd in 1543 vermeld als Vuerbueren, in 1718 als Veene Buiren, in 1822 als Veenburen en in 1861 als Veeneburen. De plaatsnaam verwijst naar het feit dat er woningen als een nederzetting (buren) in een veengebied is gelegen.
De buurtschap ligt tussen de Trondeweg en de Steenmaatsdijk in Langedijke aan de gelijknamige weg. Onder de buurtschap valt ook het deel van de Peterstraat, dat deel dat net als de Veneburen onder Makkinga valt. Soms wordt ook wel de bewoning aan de Trondeweg bij boven de kruising met de Veneburen bij de buurtschap gerekend maar dit is eigenlijk de noordelijkste bewoning van de buurtschap Tronde.
De buurtschap kreeg enige bekendheid doordat er van 1995 tot 2001 een stupa, een boeddhistische tempel genaamd Centrum Ehipassiko was gevestigd bij een boerderij.